# هاینتس فیشر
هاینتس فیشر (به آلمانی: Heinz Fischer) (زاده ۹ اکتبر ۱۹۳۸) رئیس‌جمهور پیشین اتریش بوده است.
وی در ۸ ژولای ۲۰۰۴ به این سمت رسید و در ۲۵ آوریل ۲۰۱۰ برای بار دوم برای این سمت انتخاب شد.
قبل از انتخاب به این سمت، وی عضوی از حزب سوسیال‌دموکرات اتریش بود. وی عضویت خود را برای دوره ریاست جمهوری‌اش معلق کرد.
او پیش از این رئیس مجلس اتریش بود.